# Der besondere Tag: Die Überraschung
Die Überraschung ist ein vom DEFA-Studio für Kurzfilme gedrehter Film für Vorschulkinder der Reihe Der besondere Tag des Fernsehens der DDR von Ernst Cantzler aus dem Jahr 1975.

## Handlung
Auf einem Berliner Straßenbahnhof putzen und schmücken 15 Kinder eines Kindergartens eine Straßenbahn der BVB, um damit die Fahrerin anlässlich des Internationalen Frauentags zu überraschen. Dazu singen sie ein Lied, mit dem sie allen Müttern danken wollen und jedes Kind erwähnt auch noch, was die eigene Mutti auszeichnet. Dann kommt die Straßenbahnfahrerin Frau Schulz, die sich sehr über die, von den Kindern mit selbst gemalten Bildern beklebte Bahn, die auch noch vorn ein angemaltes Gesicht bekommen hat, freut. Innen ist die Bahn mit Tischen, weißen Tischdecken, Blumen und Girlanden geschmückt.
An einer Haltestelle warten zwei Mitarbeiter der BVB mit einer Torte und lösen Frau Schulz mit dem Fahren ab, damit sie diese mit den Kindern gemeinsam essen kann. An den folgenden Stationen dürfen, wegen des Feiertags, nur Frauen zusteigen, die aber erzählen müssen, welchen Beruf sie ausüben. Die erste Frau die zusteigt ist eine Verkehrspolizistin, eine sogenannte „Weiße Maus“. Es ist die 20-jährige Ulrike Kluge, die erzählt, dass sie häufig den Verkehr auf den Straßenkreuzungen regelt, aber auch in Kindergärten und Schulen die Kinder über die Verkehrsregeln aufklärt. Als sie aussteigt, kommt die Bäckerin Edelgard hinzu, die jeden Morgen bereits um 4:30 Uhr aufstehen muss, um pünktlich an ihrem Arbeitsplatz zu sein. Ursprünglich wollte sie Konditorin lernen, bekam aber keine Lehrstelle, so dass sie nun als Brotbäckerin im Backwarenkombinat Berlin arbeitet. Nun steigt noch die Kinderärztin Frau Diederich hinzu, die in der Kinderpoliklinik Friedrichshain arbeitet. Auch sie erzählt von ihrem Beruf und das der ihr sehr viel Spaß bereitet. Bei ihr bedanken sich die Kinder ebenso für ihre geleistete Arbeit, wie sie es auch schon bei den anderen Frauen getan haben.
An der Endhaltestelle gibt es zum Abschluss noch ein kleines Tänzchen mit Berliner Liedern vom Leierkasten.

## Produktion und Veröffentlichung
Die Überraschung  wurde als Folge der Filmreihe Der besondere Tag auf ORWO-Color gedreht und am 11. September 1975 das erste Mal im Guckkastenkino  des 1. Programms des Fernsehens der DDR gesendet. Die erste nachweisbare Aufführung auf einer großen Leinwand erfolgte am 15. Dezember 2019 im Berliner Zeughauskino.
Die Liedtexte stammen von Fred Gertz.